# Walther P38
Die Walther P.38 (originale Schreibweise mit Punkt) war eine Standard-Ordonnanzpistole der deutschen Wehrmacht. Sie ist ein Rückstoßlader mit kurz zurückgleitendem Lauf. Fast baugleich ist die P1, wie der P.38-Nachfolger der Bundeswehr bezeichnet wird. Deren Griffstück ist jedoch aus Leichtmetall statt Stahl, um 160 g Gewicht gegenüber der P.38 einzusparen. Auch Schlagbolzen und Sicherung wurden geringfügig verändert.

## Geschichte
Die Waffe war als Ersatz für die in der Herstellung sehr aufwendige und deshalb teure Pistole 08 gedacht. Mitte der 1930er Jahre wurde daher von der Carl Walther GmbH eine neue Ordonnanzwaffe entwickelt. Im Jahre 1935 erhielt die Wehrmacht eine Anzahl dieser neuen Walther-Armeepistolen. Diese waren mit einem innenliegenden Hahn versehen. Aus Sicherheitsgründen – niemand konnte auf Anhieb sagen, ob die Pistole im gespannten Zustand war – wurde ein verbessertes Modell in Auftrag gegeben, das im Jahre 1938 als P.38 (übliche Schreib- und Stempelweise mit Punkt) bei der Wehrmacht eingeführt wurde. Bis 1945 stellten die Walther-Waffenwerke Zella-Mehlis (ac), Spreewerk Grottau (cyq) und Mauser Oberndorf (byf, svw) die P.38-Pistole in großen Stückzahlen her. Nach 1945 wurde sie unter anderem als Beutewaffe mit Erlaubnis der Alliierten Behörden bei verschiedenen Institutionen wieder eingesetzt. Unter französischer Besatzung wurden aus vorhandenen Teilen auch nach der deutschen Kapitulation noch P.38 hergestellt (markiert mit svw46 und Stern). Für die Bundeswehr und Zivilisten wurde die Produktion der P.38 und dann der P1 im Jahre 1957 wiederaufgenommen. Nachfolger der P1 bei der Bundeswehr ist die Heckler & Koch P8. Bis Kriegsende wurden von der P.38 ca. 1,2 Millionen Stück hergestellt.

## Andere Versionen
- Ab 1943 wurden P.38 Pistolen in geringer Stückzahl im Kaliber 7.65 mm Parabellum gefertigt
- Walther P1: leichteres Griffstück, anderer Schlagbolzen und Sicherung
- P4: 110-mm-Lauf, andere Sicherung
- P.38-K: 70-mm-Lauf, andere Sicherung
- P.38 lang: 152-mm-Lauf

Teile der P4 oder auch der P.38-K lassen sich grundsätzlich nicht austauschen, da zum Beispiel engere Passungen im Schlitten vorliegen.

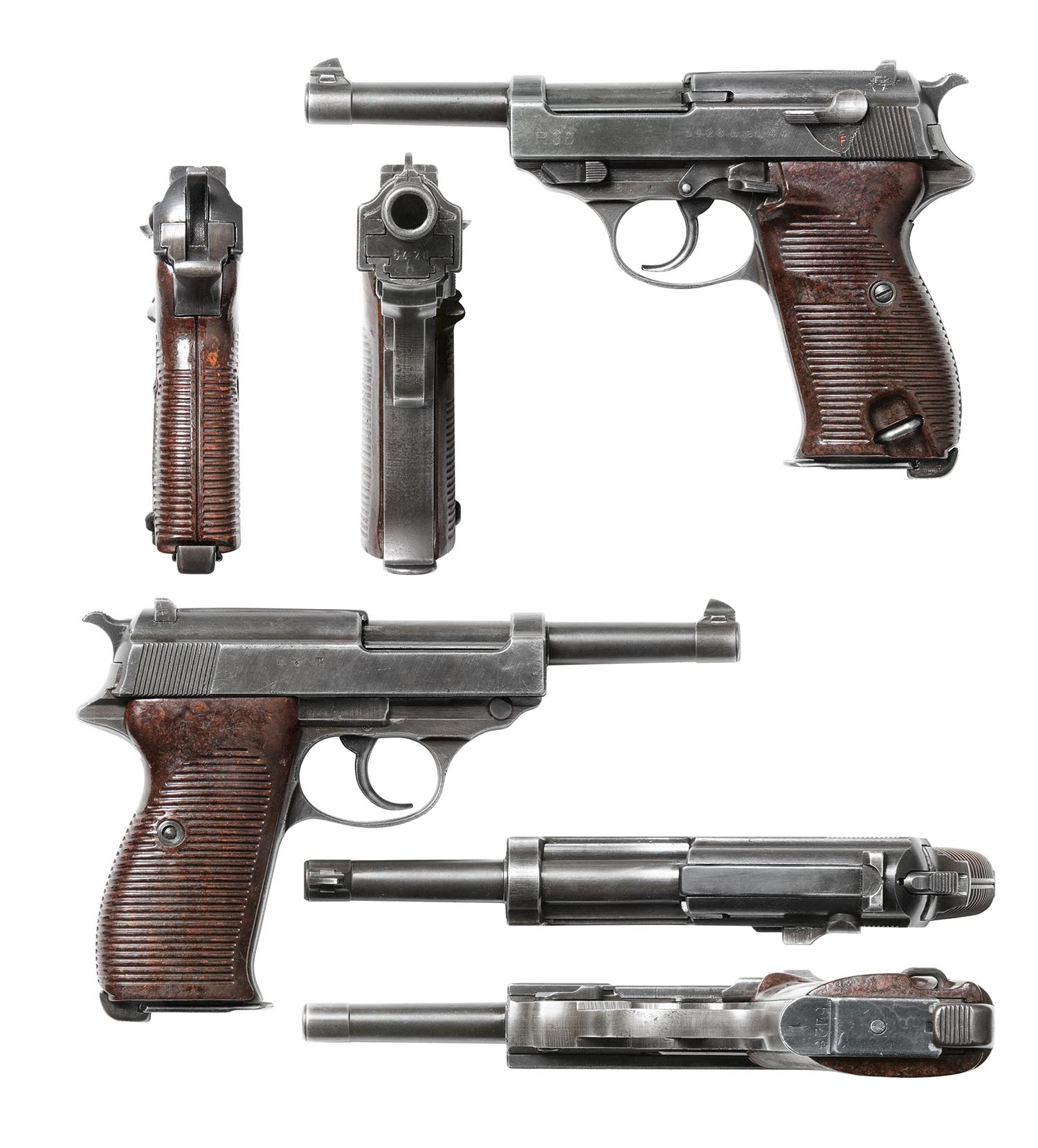
Verschiedene Ansichten der P38
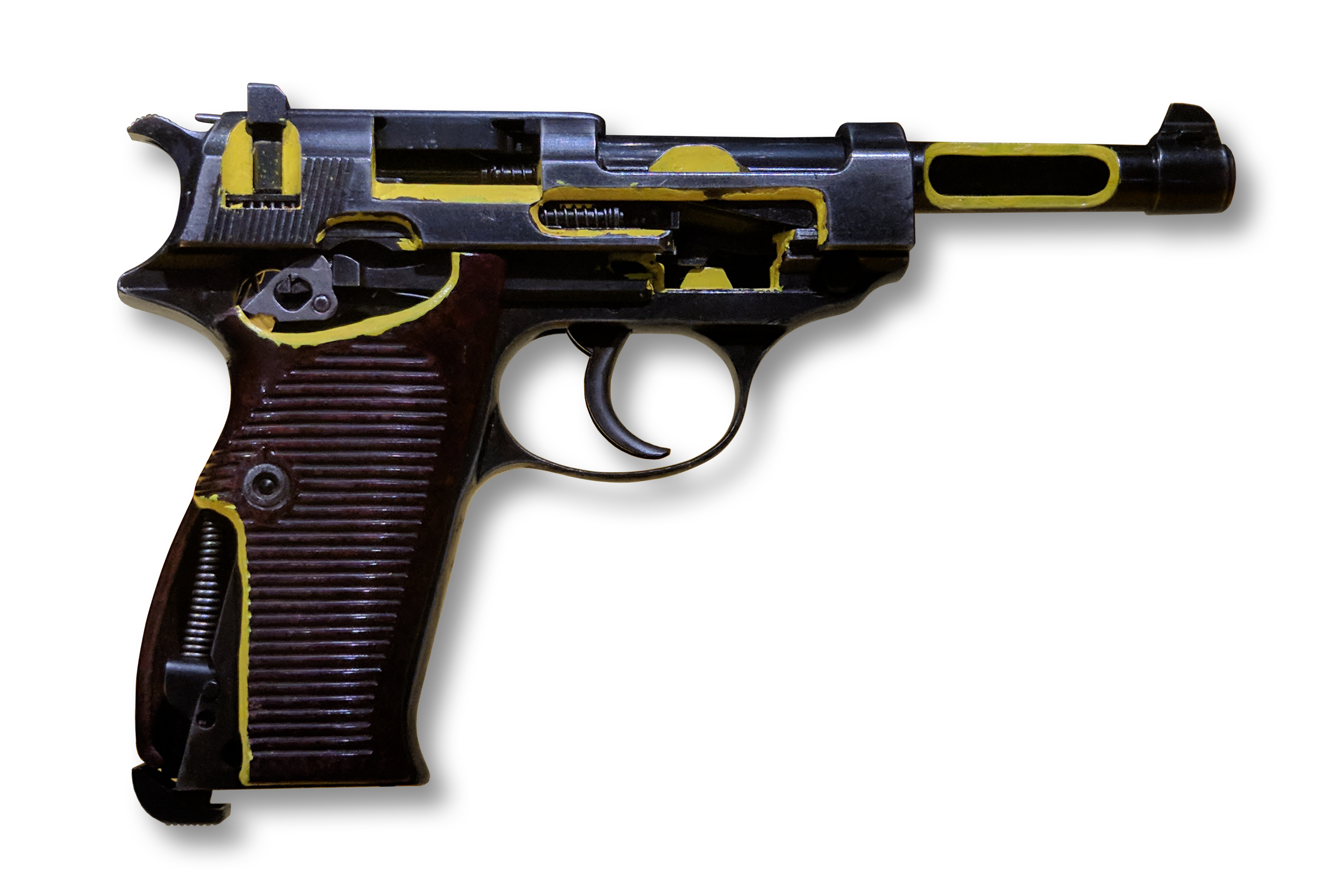
Schnittmodell der P38
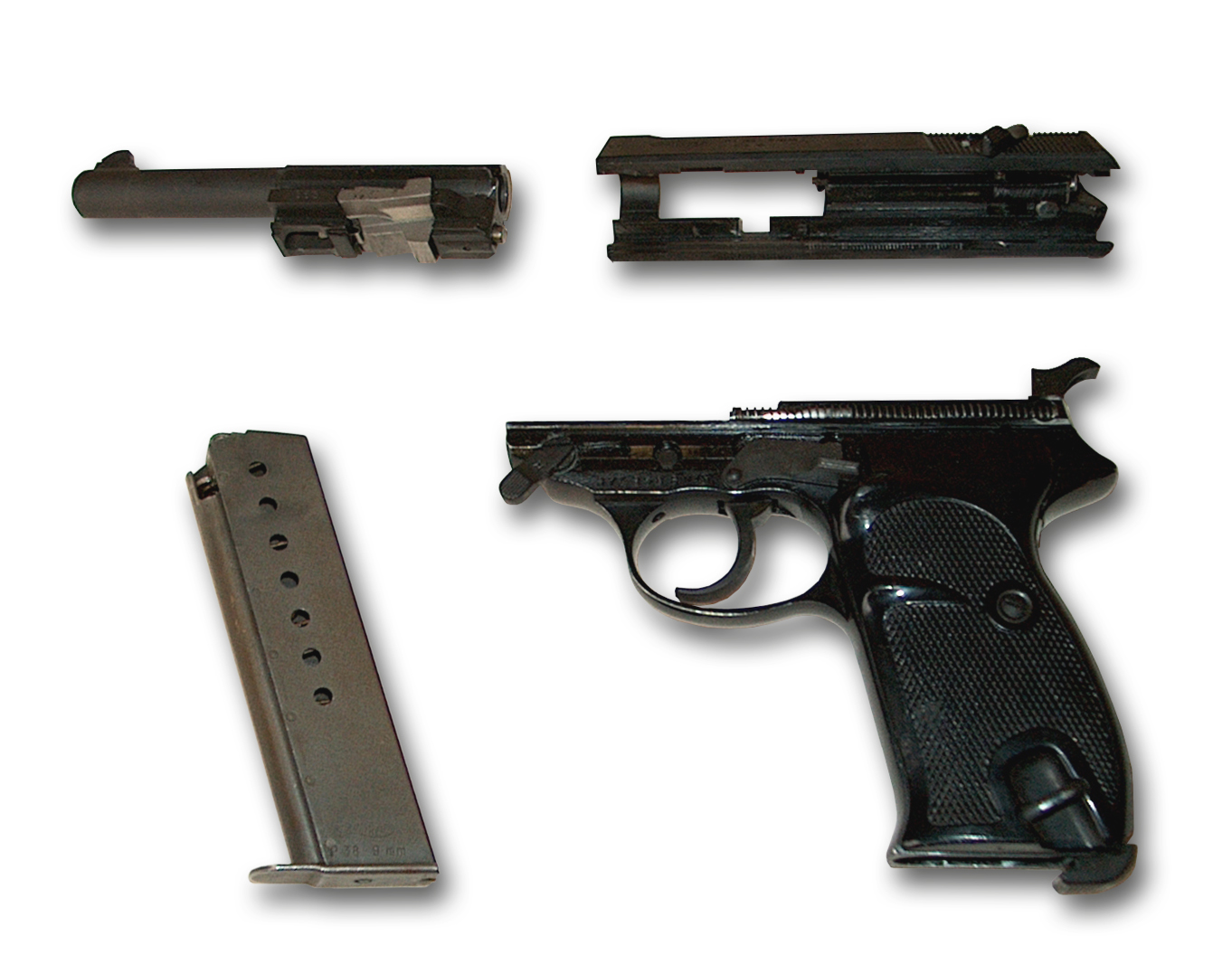
Die Baugruppen der nahezu identischen P1
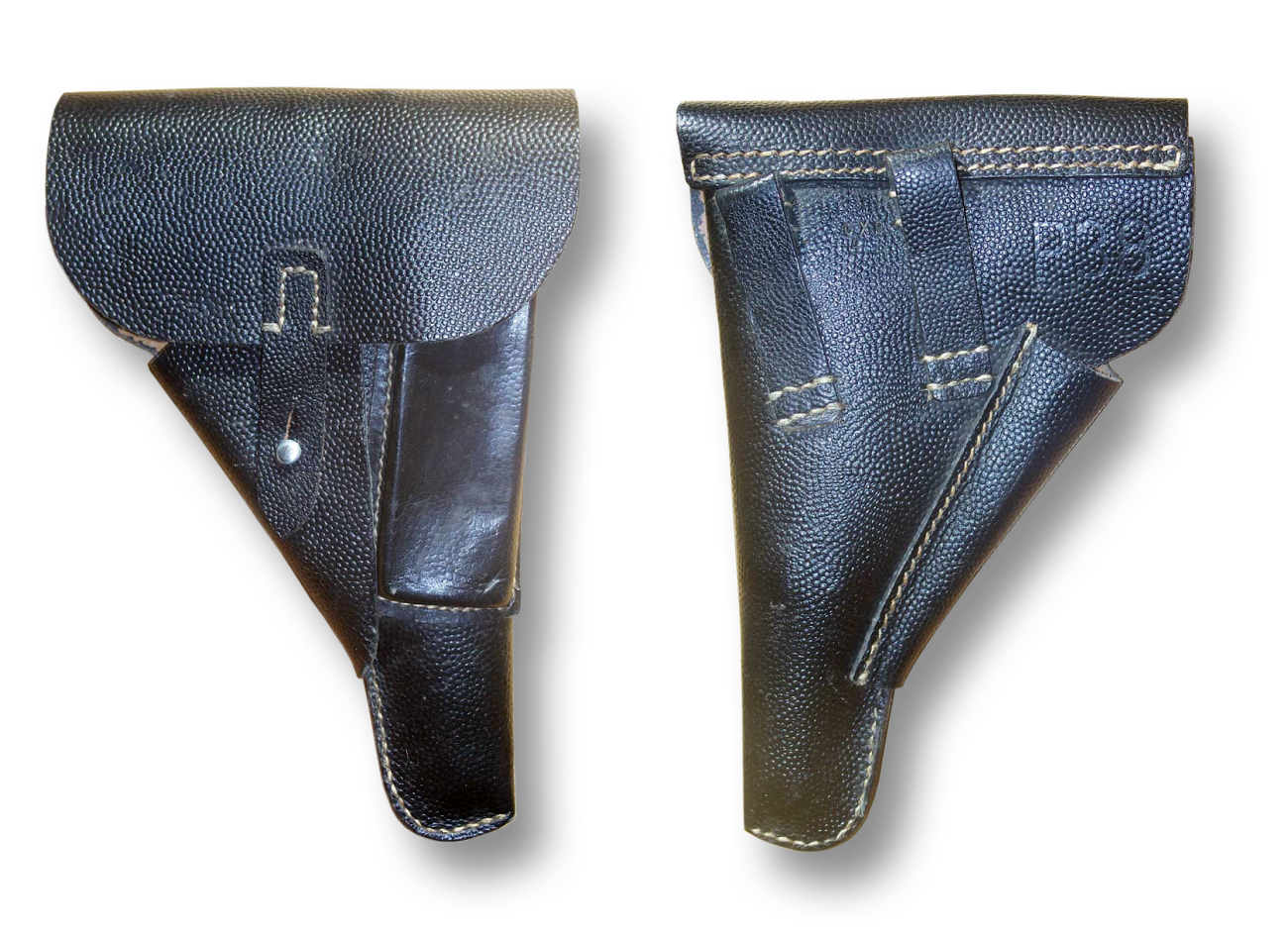
Koppel-Holster für der P38 aus Pressstoff

## Die P.38 als Vorbild
Konstruktionsmerkmale der P.38 wurden von Walther bei der Walther P4 und P5 verwendet, ebenso für verschiedene Beretta-Modelle (wie die Beretta 92 F alias M9). Auch für die Smith & Wesson Modelle 39 und 59 stand die P.38 Pate.